# Фріда Годапп
Фріда Годапп (13 серпня 1880 — 14 вересня 1949) — німецька піаністка та учениця Макса Реґера.

## Життя
З 1887 до 1891 року вона навчалася як вільна слухачка у Вищій музичній школі Карлсруе. З 1891 до 1898 року навчалася в консерваторії Гоха. Після першого виступу в Дармштадті в 1899 році, вона почала свою кар'єру гастролями в багатьох містах Німеччини та майже в усіх країнах Європи. Паралельно займалася викладацькою діяльністю. Після припинення концертної діяльності в 1932 році вона почала давати майстер-класи в Гайдельберзі в 1934 році. Вона була одружена з голландсько-німецьким музичним педагогом Джеймсом Квастом; після його смерті вона вийшла заміж за Отто Кребса незадовго до його смерті в 1941 році.

## Почесті
У 1898 році вона отримала премію Мендельсона в Берліні.
У 1912 році Джеймс Кваст і Фріда Годапп були нагороджені золотим орденом Мекленбурґа-Штреліца в галузі мистецтв і наук.